# Langå Sogn (Nyborg Kommune)
Langå Sogn ist eine Kirchspielsgemeinde (dän.: Sogn)
auf der Insel Fyn (dt.: Fünen) im südlichen Dänemark.
Bis 1970 gehörte sie zur Harde Gudme Herred im damaligen Svendborg Amt, danach zur Ørbæk Kommune im
Fyns Amt, die im Zuge der  Kommunalreform zum 1. Januar 2007 in der
Nyborg Kommune in der Region Syddanmark aufgegangen ist.
Im Kirchspiel leben 278 Einwohner (Stand: 1. Januar 2023).
Im Kirchspiel liegt die Kirche „Langå Kirke“.
Nachbargemeinden sind im Nordwesten Svindinge Sogn und im Nordosten Øksendrup Sogn, ferner in der südlich gelegenen Svendborg Kommune im Osten Hesselager Sogn und im Süden Gudme Sogn und Gudbjerg Sogn.